# Rotunda svatého Václava (Praha)
Rotunda svatého Václava je bývalá románská rotunda, jejíž pozůstatky se nacházejí pod severozápadním rohem bývalého jezuitského profesního domu na Malostranském náměstí v Praze.

## Dějiny

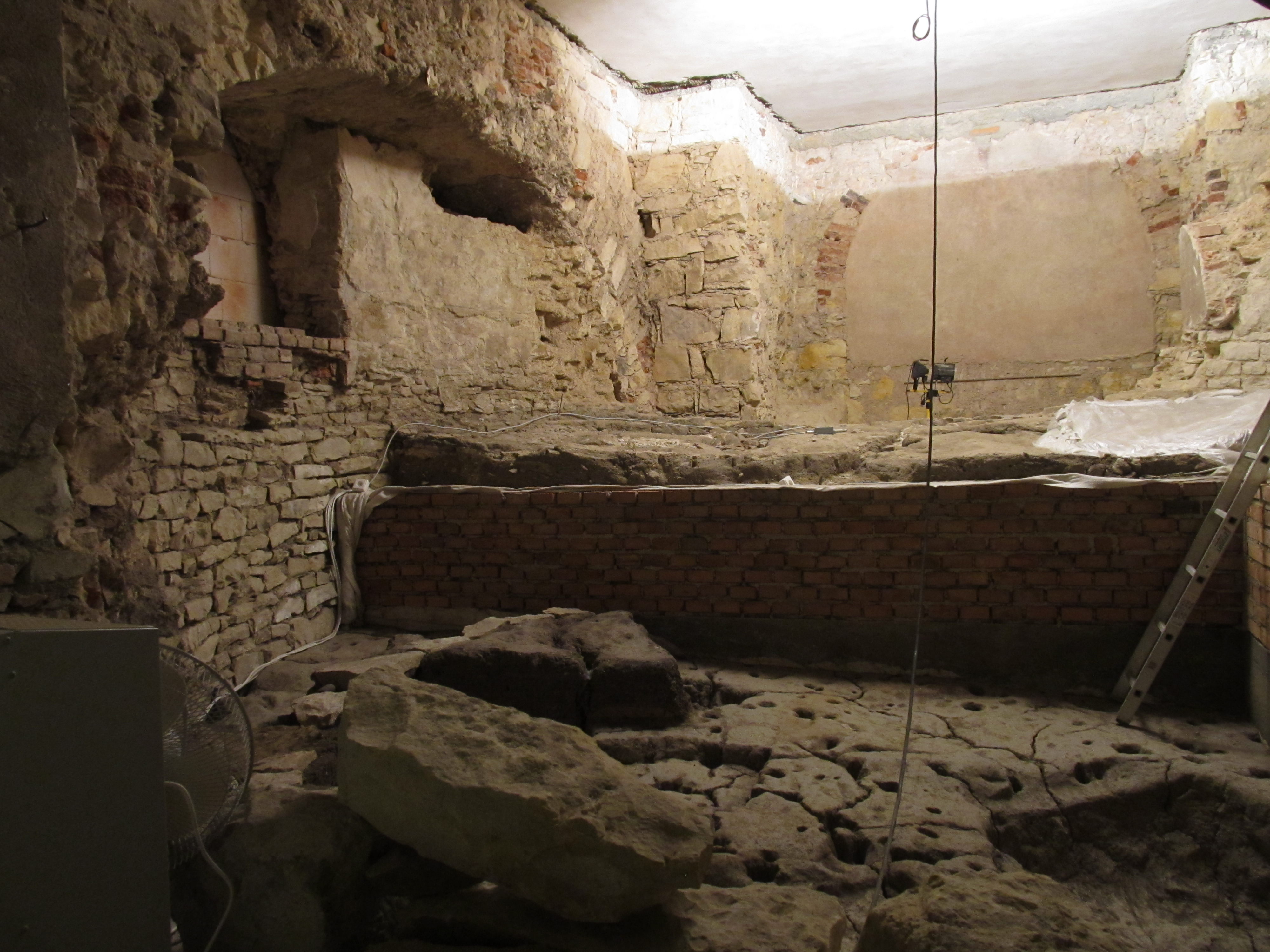
Pohled do prostoru rotundy, vlevo pod obloukem zachované zdivo

Rotunda vznikla podle legendy na místě, kde se zastavil 4. března (932 nebo 938) povoz s mrtvým tělem svatého Václava. Zvířata táhnoucí povoz se prý nechtěla pohnout z místa do té doby, než byli v nedalekém vězení osvobozeni nespravedlivě uvěznění lidé.
Ve vrcholném středověku sloužila rotunda jako pohřební kaple a přiléhala k nedalekému farnímu kostelu sv. Mikuláše (na jehož místě dnes stojí barokní kostel téhož zasvěcení). Po bitvě na Bílé hoře, kdy byl kostel sv. Mikuláše darován jezuitům, se rotunda dočkala barokní přestavby (v letech 1628–29) a stala se malostranským farním kostelem.
Ve 2. polovině 17. století jezuité začali s výstavbou nového komplexu budov (včetně profesního domu) uprostřed Malostranského náměstí, která nakonec vedla k demolici této románské svatyně a na jejím místě vznikl barokní kostel svatého Václava, který byl včleněn do bloku profesního domu a stejně jako rozšířená rotunda plnil roli farního kostela. Tento kostel svatého Václava byl slavnostně vysvěcen 24. září 1687. Zanikl po zrušení profesního domu v roce 1772. Zbylé torzo někdejší rotundy zůstalo v základech barokních budov.

## Objevení a zpřístupnění rotundy

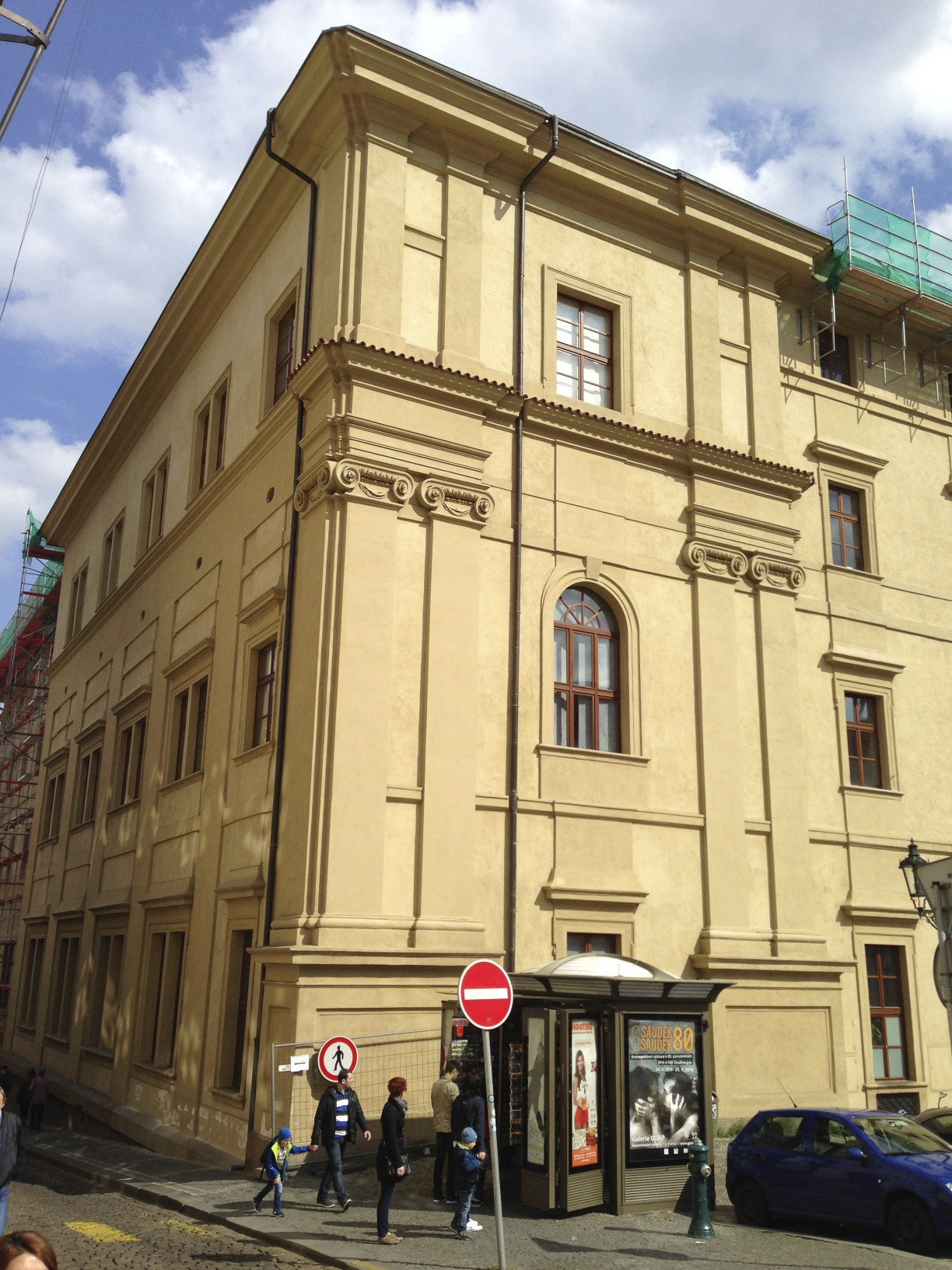
Bývalý barokní kostel sv. Václava na místě rotundy

V roce 2003, při rekonstrukci Matematicko-fyzikální fakulty na Malé Straně, v tzv. Profesním domě, začaly práci komplikovat neznámé bloky zdiva, které byly nejprve označeny jako barokní sklepy. Později se ukázalo, že k nim nevede žádný vchod, a tudíž se muselo jednat o kryptu. Po vybourání krypt se mezi zbylými zdmi objevily tři části kruhového románského zdiva a záhy bylo jasné, že se musí jednat o bájnou rotundu.
Nejvýznamnějším objevem na rotundě je zbytek původní románské podlahy, který uvedl rotundu mezi přední románské památky v Čechách. Fragment tvoří 74 dlaždic tří tvarů složených do pěti řad. Náleží k nejstaršímu typu českých středověkých terakotových podlah. Dále byla objevena část kruhu z plochých opukových kamenů, lícovaných a opracovaných po vnitřní straně. Kruh pochází z 10. století a jeho význam není dosud znám.
V roce 2014 proběhla rekonstrukce rotundy a v roce 2015 byla zpřístupněna veřejnosti.
Na konci roku 2014 byl spuštěn projekt rekonstrukce a zpřístupnění rotundy široké veřejnosti. Záchrana a zpřístupnění rotundy sv. Václava byla oficiálním projektem Matematicko-fyzikální fakulty Univerzity Karlovy v rámci programu CZ06 - Kulturní dědictví a současné umění a PA16 - Zachování a revitalizace kulturního a přírodního dědictví realizovaných za podpory EHP a Norských fondů. Dotace pokryla pouze 80 % potřebných finančních prostředků na jeho realizaci projektu, a proto se MFF UK prostřednictvím dárcovské aplikace obrátila také na širokou veřejnost. Získané finanční dary byly určeny na úhradu zbývajících nákladů na realizaci projektu a na jeho udržitelnost.
V roce 2015 v rámci akce Dny evropského dědictví byla poprvé zpřístupněna veřejnosti.
V roce 2017 byla záchrana a konzervace objevených reliktů rotundy oceněna udělením ceny Národního památkového ústavu Patrimonium pro futuro za rok 2016.
Roku 2018 projekt konzervace reliktů rotundy a její prezentace veřejnosti získal ocenění Europa Nostra (Europa Nostra Award).
Rotunda nyní (podzim 2023) zpřístupněna veřejnosti běžně není. Pouze při vzácných příležitostech. V chodbě budovy jsou ale přístupná velice dobře zpracovaná presentace na počítači a info panely s fotografiemi + repliky dlaždic podlahy.